# Hansjörg Betschart
Hansjörg Betschart (* 9. Februar 1955 in Basel) ist ein Schweizer Schriftsteller und Regisseur.

## Leben
Betschart studierte an der Schauspielakademie Zürich, gründete das Basler Jugendtheater (heute Junges Theater Basel) und arbeitete als Regisseur in Schweden (Folkteatern, Göteborg), Deutschland (Theater Konstanz, Staatstheater Mannheim, Münchner Kammerspiele (Theater der Jugend), Staatstheater Darmstadt, Theater Bremen, Hessisches Landestheater Theater Marburg, Staatstheater Hannover), der Schweiz (Schauspielhaus Zürich, Basler Theater, Theater Rigiblick, Zürich) Österreich (Burgtheater Wien), Kirgisistan (Teatr Krupskaja (Bischkek)) und Mexiko-Stadt, (Teatro del Ciudad).
Er schreibt auch Kinder- und Jugendromane und wurde 1987 mit dem Kinderbuchpreis LUCHS ausgezeichnet. Betschart arbeitet als Regisseur und inszeniert hauptsächlich Ur- und Erstaufführungen an Theatern im deutschsprachigen Raum. Er ist Dozent für Regie und Dramaturgie an der Zürcher Hochschule der Künste wie auch für das Rollenstudium an der European Film Actor School in Zürich zuständig. Ausserdem übersetzte er Werke schwedischer Dramatiker und Dramatikerinnen ins Deutsche (u. a. Henning Mankell und Lars Norén).

## Werke
- Soheila oder Ein Himmel aus Glas (1993), Kinderroman
- x=Liebe oder Ewig währt am längsten (1999), Jugendroman
- Unruh (2002), Roman
- Fake You – Spielformen des Selbst (2021), allerArt/Versus, Zürich, ISBN 978-3-909066-23-0 (Website)

## Filmografie (Auswahl)
- 1997  Messidor (Alain Tanner)
- 2014: Tyfelstei (Chris Bucher)
- 2012: Der Bestatter Episode 'von null auf Hundert'
- 2012: Ein klarer Fall (Rolf Lyssy)

## Übersetzungen (Auswahl)
- August Strindberg (Fraulein Julie, Der Vater, Marodöre u. a.)

- Henning Mankel (Zeit im Dunkeln, Antilopen, Miles oder die Pendeluhr aus Montreux, Der gewissenlose Mörder Hasse Karlsson enthüllt die entsetzliche Wahrheit, wie die Frau über der Eisenbahnbrücke zu Tode gekommen ist, Der Chronist der Winde, Ein Herbstabend vor der Stille u. a.)

Und weitere Autoren wie: Lars Noren, Lisa Langseth, Ulf Stark etc.